# Duilio Santagostino
Duilio Santagostino (né le 15 avril 1914 à Turin dans le Piémont et mort le 6 octobre 1982 dans la même ville) est un joueur italien de football, qui jouait au poste de défenseur.

## Biographie
Au cours de sa carrière, Santagostino évolue tout d'abord avec le club de sa ville natale de la Juventus, faisant ses débuts en Serie A lors d'un match de la saison 1932-1933 : Juventus-Fiorentina (5-0).
Contre la Fiorentina, il joue également un match de Coppa Italia en 1936. Il joue également deux matchs en Coupe d'Europe centrale, à Vienne et Gênes contre l'Admira Vienne en 1934.

## Palmarès
Juventus
- Championnat d'Italie (1) :
  - Champion : 1932-33.